# چگاپرویز
چگاپرویز، روستایی از توابع بخش مرکزی شهرستان باغ‌ملک در استان خوزستان ایران است.
اشخاص مهم چگاپرویز
فرماندار : احسان ممبینی (قربانی)

## جمعیت
این روستا در دهستان رودزرد قرار دارد و براساس سرشماری مرکز آمار ایران در سال ۱۳۸۵، جمعیت آن ۲۹ نفر (۴خانوار) بوده‌است.